# Сингамы
Синга́мы (Syngamus от др.-греч. sýngamos — соединённый браком) — род паразитических круглых червей семейства Syngamidae, паразитирующих в трахее животных, преимущественно птиц. Самец сингамы находится постоянно в спаренном состоянии с самкой (откуда и происходит их название). Паразитируя, вызывают болезнь сингамоз. 

## Особенности
Длина тела самца до 6 мм, длина самки — до 20 мм. Самка и самец соединены половыми органами постоянно. Жизненный цикл без промежуточного хозяина, иногда с резервуарными хозяевами (дождевые черви, моллюски, насекомые). В дождевых червях способны находиться до трёх лет в мускулатуре. Самец постоянно прикреплён к стенке трахеи для питания. Самка прикрепляется к трахеи периодично для получения запаса пищи.